# Пікулик бурогорлий
Пікулик бурогорлий (Macronyx grimwoodi) — вид горобцеподібних птахів родини плискових (Motacillidae).

## Поширення
Вид поширений в Анголі, Демократичній Республіці Конго та Замбії. Його природним середовищем існування є субтропічні або тропічні сезонно вологі або затоплені низинні луки.

## Опис
Довжина тіла 19,5–21 см, маса тіла 46—49 г. Верхівка голови, плечі, круп, надхвістя і крила коричневі з широкими чорно-палевими смугами. Махові чорні з білими кінцями. Чорний хвіст має крайні пера білого кольору, а друге та третє перо мають білі кінчики. Очна смужка, боки голови, вушні раковини і нижня частина тіла насичено-палевого кольору, іноді з рожевим відтінком. Борода і горло відрізняються насиченим лососевим кольором. Боки шиї, грудей і живота покриті чорними смугами. Коричнева райдужка, рожевий дзьоб (нижня щелепа від сірого до майже білого), червоно-коричневі ноги та ступні.

## Спосіб життя
Вид є ендеміком екосистем дамбо — болотистих луків, що складаються з мілководних трав'янистих рослин на рівнинах з великою кількістю опадів із системою річкових розгалужених каналів. Трапляється на висоті від 800 до 1500 м над рівнем моря. Живиться дрібними жуками (зокрема довгоносиками), прямокрилими та іншими комахами.